# Svistella
Svistella is een geslacht van rechtvleugeligen uit de familie krekels (Gryllidae). De wetenschappelijke naam van dit geslacht is voor het eerst geldig gepubliceerd in 1987 door Gorochov.

## Soorten
Het geslacht Svistella omvat de volgende soorten:
- Svistella anhuiensis He, Li & Liu, 2009
- Svistella bifasciata Shiraki, 1911
- Svistella chekjawa Tan & Robillard, 2012
- Svistella dubia Liu & Yin, 1993
- Svistella fallax He, Li & Liu, 2009
- Svistella rufonotata Chopard, 1932
- Svistella tympanalis He, Li & Liu, 2009
- Svistella venustula Saussure, 1878